# Смарида звичайна
Смарида звичайна (Spicara smaris), риба родини Centracanthidae (раніше менові), ряду окунеподібних. 

## Опис
Довжина 7—19 см, вага до 80 г. Тіло вкрите ктеноїдною лускою. Спинний плавець дуже довгий. Для риби характерне досить яскраве забарвлення, вздовж тіла та плавців є численні блакитні смуги. Нерест у квітні — червні. Ікра донна, відкладається на ґрунт або водорості. 

## Поширення
Поширена у східній частині Атлантичного океану, у Середземному, Чорному і Азовському морях. Промислова риба.

## Охорона
На більшій частині ареалу стан природних популяцій виду залишається більш-менш стабільним. Саме тому він, згідно з Червоним списком МСОП, отримав охоронний статус «відносно благополучний вид». Але в окремих регіонах спостерігається тенденція до зниження чисельності популяції виду. Тому смарида звичайна занесена до Червоної книги Чорного моря (охоронна категорія: брак даних щодо стану виду в українському секторі Чорного моря).